# Kitty Coleman Beach Park
Kitty Coleman Beach Park är en park i Kanada.   Den ligger i Comox Valley Regional District och provinsen British Columbia, i den sydvästra delen av landet, 3 700 km väster om huvudstaden Ottawa. Kitty Coleman Beach Park ligger 26 meter över havet.
Terrängen runt Kitty Coleman Beach Park är platt. Havet är nära Kitty Coleman Beach Park åt nordost. Närmaste större samhälle är Courtenay, 11,3 km söder om Kitty Coleman Beach Park.
Runt Kitty Coleman Beach Park är det ganska tätbefolkat, med 172 invånare per kvadratkilometer.